# Curtiův přesmyk
Curtiův přesmyk (též Curtiova reakce či Curtiova degradace), poprvé definovaný Theodorem Curtiem v roce 1885, je termolýza acylazidu na isokyanát se ztrátou plynného dusíku. Isokyanát pak podléhá působení různých nukleofilů, jako je voda, alkoholy a aminy, za vzniku primárního aminu, karbamátu nebo derivátu močoviny. Reakce byla již několikrát přezkoumána.

## Příprava acylazidů

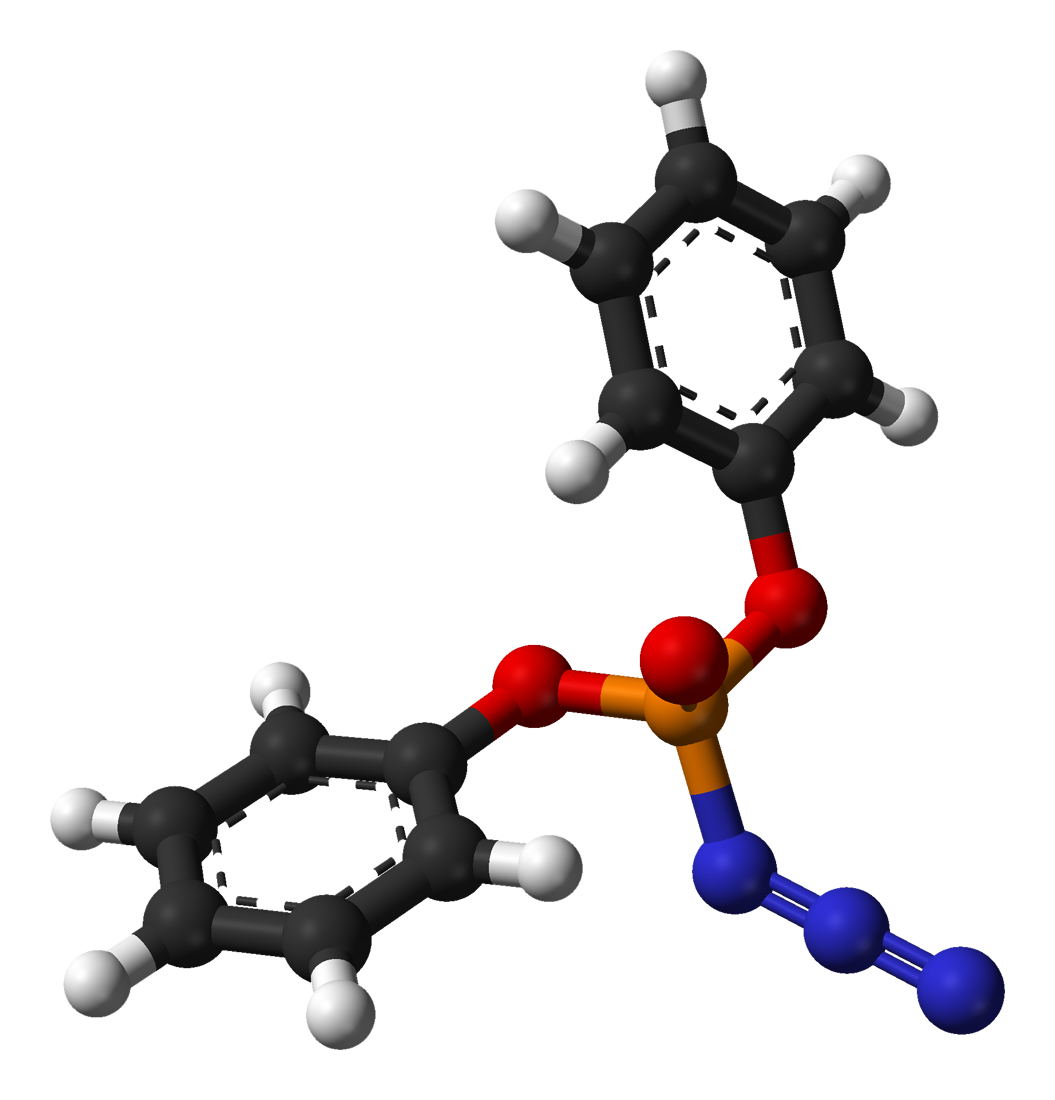
Difenylfosforylazid

Acylazidy se obvykle připravují reakcí acylchloridů nebo anhydridů s azidem sodným nebo trimethylsilylazidem. Také se připravují působením kyseliny dusičné na acylhydraziny. Alternativně se dají připravit přímou reakcí karboxylové kyseliny s difenylfosforylazidem (DPPA).

## Reakční mechanismus
Předpokládalo se, že Curtiův přesmyk je dvoustupňový proces, při kterém dochází ke ztrátě plynného dusíku za vzniku acylnitrenu a následné migraci R-skupiny za vzniku isokyanátu. Nedávný výzkum však ukázal, že termolýza je koordinovaný proces, přičemž oba kroky probíhají společně, a to vzhledem k tomu, že v reakci nebyly pozorovány nebo izolovány žádné vedlejší produkty nebo adice nitrenu. Termodynamické výpočty rovněž podporují koordinovaný mechanismus.

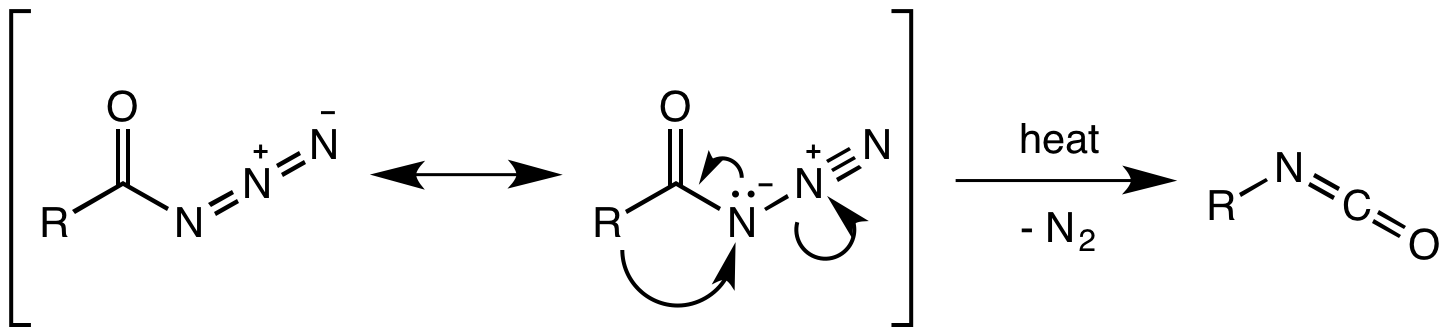
Mechanismus Curtiova přesmyku

K migraci dochází při plném zachování konfigurace na R-skupině. Vzniklý isokyanát může být následně hydrolyzován za vzniku primárního aminu nebo může podléhat nukleofilnímu útoku s alkoholy a aminy za vzniku karbamátů, resp. derivátů močoviny.

## Modifikace
Výzkum ukázal, že Curtiův přesmyk je katalyzován jak Brønstedovými, tak Lewisovými kyselinami, a to prostřednictvím protonizace, respektive koordinace s acylovým atomem kyslíku. Například Fahr a Neumann ukázali, že použití fluoridu boritého nebo chloridu boritého jako katalyzátoru snižuje teplotu rozkladu potřebnou pro přesmyk přibližně o 100 °C a výrazně zvyšuje výtěžek isokyanátu.

### Fotochemický přesmyk

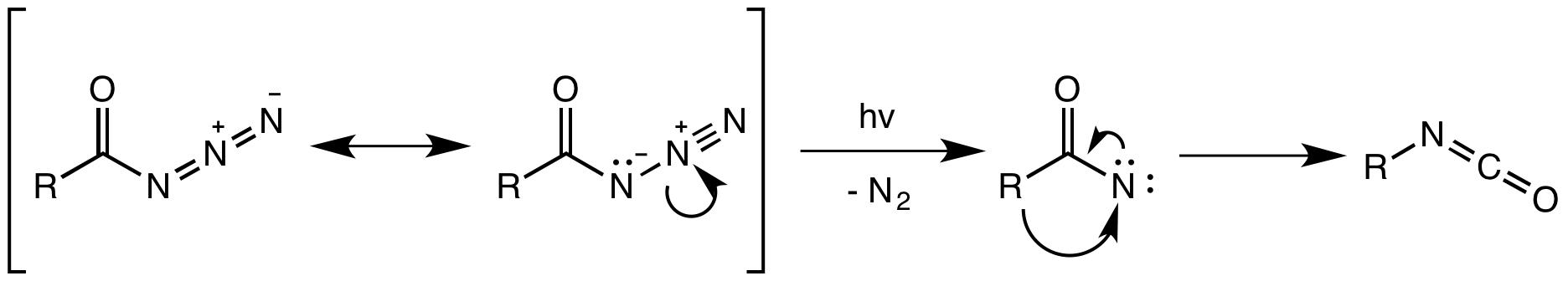
Mechanismus fotochemického Curtiova přesmyku

Je možný také fotochemický rozklad acylazidů. Fotochemický přesmyk však není koordinovaný a místo toho probíhá za pomoci nitrenového meziproduktu, který vzniká štěpením slabé vazby N-N a ztrátou plynného dusíku. Vysoce reaktivní nitren může podléhat řadě nitrenových reakcí, jako je nitrenová inzerce a adice, za vzniku nežádoucích vedlejších produktů. V níže uvedeném příkladu se nitrenový meziprodukt vloží do jedné z C-H vazeb cyklohexanového rozpouštědla za vzniku N-cyklohexylbenzamidu jako vedlejšího produktu.

## Variace

### Darapského degradace
V jedné z variant nazývané Darapského degradace nebo Darapského syntéza probíhá Curtiův přesmyk jako jeden z kroků při přeměně α-kyanoesteru na aminokyselinu. Hydrazin se používá k přeměně esteru na acylhydrazin, který reaguje s kyselinou dusitou za vzniku acylazidu. Zahříváním azidu v ethanolu se získá ethylkarbamát. Kyselou hydrolýzou se z karbamátu získá amin a z nitrilu současně karboxylové kyseliny, čímž vznikne produkt aminokyselina.

### Hargerova reakce
Fotochemickou Curtiusovou migrací a přesmykem fosfinového azidu vzniká metafosfonimidát v reakci, která je také známá jako Hargerova reakce (pojmenována po Martinu Hargerovi z Univerzity v Leicesteru). Poté následuje hydrolýza, v níže uvedeném příkladu s methanolem, za vzniku fosfonamidátu.
Na rozdíl od Curtiova přesmyku je na fosfinovém azidu na výběr z R-skupin, které mohou migrovat. Harger zjistil, že alkylové skupiny migrují přednostně před arylovými skupinami. To je pravděpodobně způsobeno sterickými a konformačními faktory, protože čím objemnější je R-skupina, tím méně příznivá je konformace pro migraci fenylu.

## Syntetické použití
Curtiův přesmyk je tolerantní k velkému množství funkčních skupin a má významnou syntetickou využitelnost, protože v závislosti na volbě nukleofilu použitého k útoku na isokyanát lze začlenit mnoho různých skupin.
Například při reakci v přítomnosti terc-butylalkoholu vznikají aminy chráněné Boc, užitečné meziprodukty v organické syntéze. Podobně při Curtiově reakci v přítomnosti benzylalkoholu vznikají aminy chráněné Cbz.

## Oseltamivir
Při syntéze antivirotika Oseltamiviru, známého také jako Tamiflu, použili Išikawa a spol. v jednom z klíčových kroků při přeměně acylazidu na amidovou skupinu v cílové molekule Curtiův přesmyk. V tomto případě je isokyanát vzniklý přeskupením atakován karboxylovou kyselinou za vzniku amidu. Všechny následné reakce lze provést ve stejné reakční nádobě a získat tak konečný produkt s celkovým výtěžkem 57 %. Důležitou výhodou Curtiovy reakce, kterou autoři zdůraznili, bylo, že ji bylo možné provádět při pokojové teplotě, čímž se minimalizovalo nebezpečí způsobené zahříváním. Celkově bylo schéma vysoce účinné. Oseltamavirem se léči ptačí chřipka.

### Dievodiamin
Dievodiamin je přírodní produkt z rostliny Evodia rutaecarpa, která se hojně využívá v tradiční čínské medicíně. Celková syntéza Dievodiaminu bez chránících skupin, kterou provedli Unsworth a spol., využívá v prvním kroku syntézy Curtiův přesmyk katalyzovaný fluoridem boritým. Aktivovaný isokyanát pak rychle reaguje s indolovým kruhem v elektrofilní aromatické substituci za vzniku amidu ve výtěžku 94 % a v dalších krocích vzniká Dievodamin.